# Schmölln
Schmölln – miasto w Niemczech, w kraju związkowym Turyngia, w powiecie Altenburger Land. Liczy 13 741 mieszkańców (31 grudnia 2018).
1 stycznia 2019 do miasta przyłączono trzy gminy ze zlikwidowanej dzień wcześniej wspólnoty administracyjnej Altenburger Land: Altkirchen, Drogen oraz Lumpzig. Gminy te stały się automatycznie jego dzielnicami. Dodatkowo od tego samego dnia miasto pełni funkcję „gminy realizującej” (niem. erfüllende Gemeinde) dla gminy wiejskiej Dobitschen.